# سمندل الجبل الأوروبي
سمندل الجبل الأوروبي (الاسم العلمي: Euproctus)، جنس حيوانات قازبة من فصيلة السمندرية، أنواعه اثنان توجد في جزيرة سردينيا وكورسيكا.